# Edgar Ende
Edgar Karl Alfons Ende (23. februar 1901 - 27. december 1965) var en tysk surrealistisk maler og far til fantasy- og børnebogsforfatteren, Michael Ende.
Ende gik i årene 1916-1920 på kunstskolen i Altona. I 1922 giftede han sig med Gertrude Strunck, men de blev skilt blot fire år efter. I 1929 giftede han sig igen, samme år som hans søn Michael Ende blev født. Endes surrealistiske malerier tiltrak i 1930'erne betydelig opmærksomhed, men blev efterfølgende fordømt af den nazistiske regering. I 1936 forbød nazisterne ham at male og udstille hans værker. I 1940 blev han indkaldt til Luftwaffe til at betjene antiluftskyts.
Størstedelen af hans malerier blev ødelagt under bombningen af München i 1944, hvilket gjorde hans overlevende værker fra før krigen ekstremt sjældne. I 1951 mødte Ende den kendte surrealist, André Breton, der beundrede hans arbejde og som officielt erklærede ham surrealist. Ende fortsatte med at male surrealistiske malerier indtil han i 1965 døde af en blodprop i hjertet.
Endes malerier har tilsyneladende haft stor indflydelse på sin søns skriverier. Det ses bl.a. i scenen, der skildrer det surrealistiske drømmemaleri fra Yor's Minroud i Den uendelige historie (Die Uendliche Geschichte), og det bliver gjort tydeligt i Michael Endes bog Spejlet i spejlet (Der Spiegel im Spiegel), som er en samling af noveller baseret på Edgar Endes surrealistiske værker. 